# Mo Yan
Guan Moye (em chinês:  管謨業, em chinês simplificado 管谟业, em pinyin Guǎn Móyè) (17 de fevereiro de 1955) é um escritor chinês, mais conhecido pelo pseudônimo de Mo Yan (em chinês:  莫言, em pinyin Mò Yán), que significa "Não fale". É descrito como "um dos mais famosos, banidos e largamente pirateados escritores chineses".
Foi laureado com o Nobel de Literatura em 2012, "que com realismo alucinatório funde contos populares, história e contemporaneidade".

## Biografia
Nasceu na província de Shandong, numa família de granjeiros, em um meio rural. Deixou a escola durante a Revolução Cultural para trabalhar numa fábrica de petróleo. Com 20 anos alistou-se no Exército Popular de Libertação, as atuais forças armadas do seu país, onde desempenhou um cargo de segurança e foi instrutor político de propaganda e nessa época começou a escrever. Seu pseudônimo foi escolhido logo no início de sua carreira e significa "não fale". Numa entrevista recente explicou que o nome se refere ao período revolucionário da década de 1950, quando seus pais o instruíam a não falar tudo o que pensa quando em público.
Em 1981, publicou o seu primeiro romance que tinha escrito enquanto soldado.
Em 1984, obteve um posto na Escola de Arte e Literatura do Exército, o que lhe permitiu dedicar mais tempo a escrever. 
Em 1987, edita o que seria um grande sucesso, "Red Sorghum", que foi adaptado ao cinema por Zhang Yimou. A película contou com os atores Gong Li e Jiang Wen, ganhando o Urso de Ouro do Festival Internacional de Berlim em 1988.
Em 1996, publicou 丰乳肥臀 (traduzido em Portugal como "Peito grande, ancas largas" e editado pela Ulisseia, reeditado em 2007 pela Babel), romance que foi proibido na China, e no que desde uma visão feminina, revisa quase um século da história do seu país. Devido ao teor sexual da história, o autor foi obrigado a escrever uma autocrítica ao seu próprio livro, tendo mais tarde sido obrigado a retirá-lo de circulação.
Em 2009, numa conferência na Feira do Livro de Frankfurt, respondeu às acusações de falta de independência perante o poder: "Um escritor deve exprimir crítica e indignação perante o lado negro da sociedade e a fealdade da natureza humana, mas não devemos recorrer a formas de expressão uniformes. Alguns poderão querer gritar nas ruas, mas devemos tolerar aqueles que se escondem nos seus quartos e usam a literatura para transmitir as suas opiniões". Nesse mesmo ano, o escritor ganha diversos prémios, entre eles Prémio Newman para literatura chinesa.
Em 2011, ganhou o Prêmio Mao Dun, o mais importante galardão literário oficial do país, sendo depois eleito vice-presidente da Associação dos Escritores da China.
O seu mais recente romance, "Frog", fala de um tema especialmente sensível: a prática de abortos forçados na China devido à política de controle da natalidade imposta há três décadas sob a politica de "um casal, um filho".
Seu estilo é comparado com o realismo mágico de Gabriel García Márquez.

## Obras
- Peito grande, ancas largas (2007)
- Mudança (Bian, 2009)